# Iliny
Iliny is een plaats (község) en gemeente in het Hongaarse comitaat Nógrád. Iliny telt 197 inwoners (2001).